# Komitas Vardapet

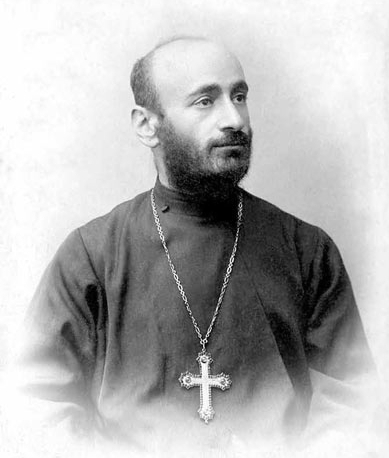
Komitas im Jahr 1901/02

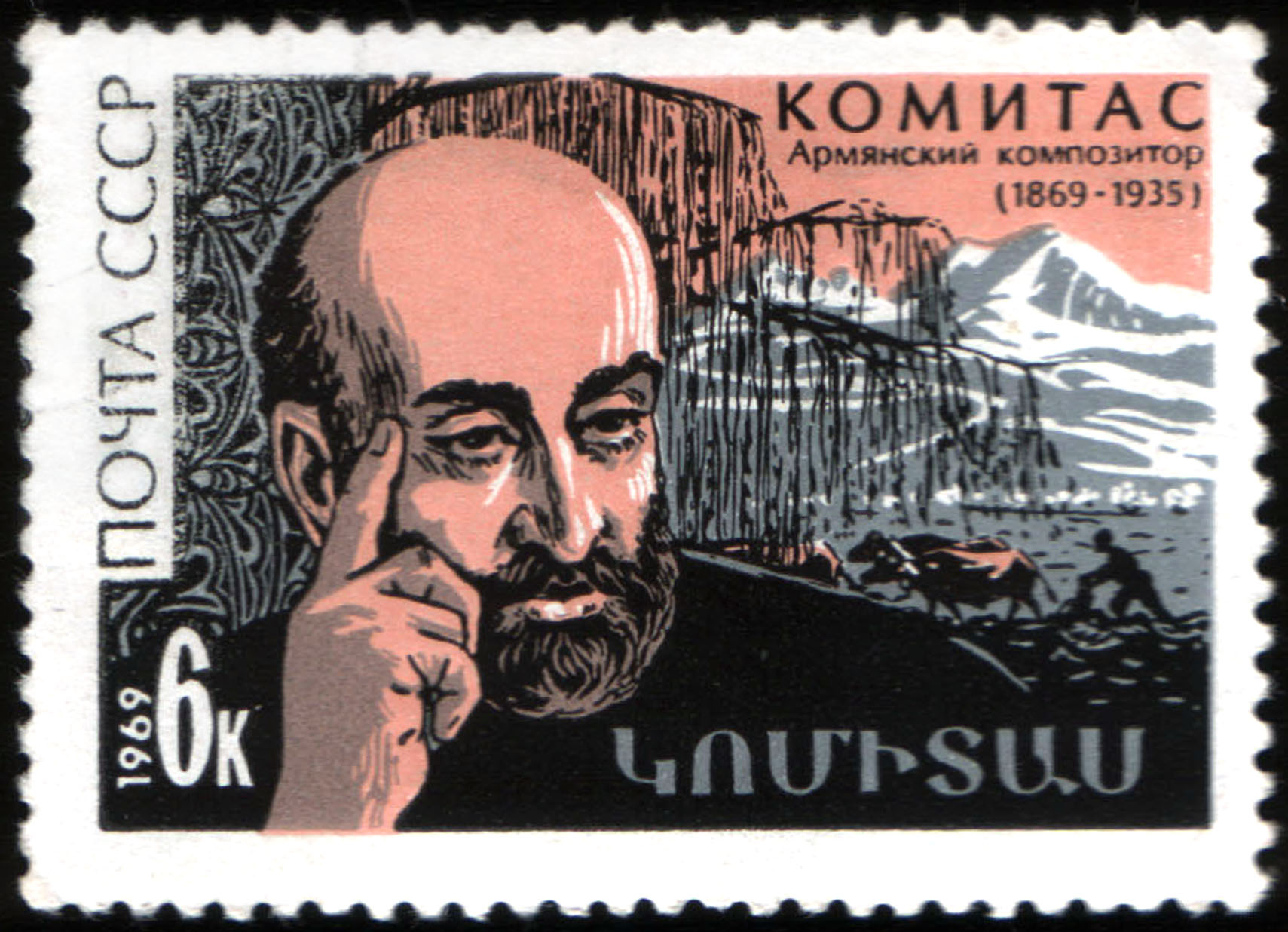
Sowjetische Briefmarke von 1969 zum 100. Geburtstag: engl. Komitas and Rural Scene, dt. Komitas und ländliche Szene

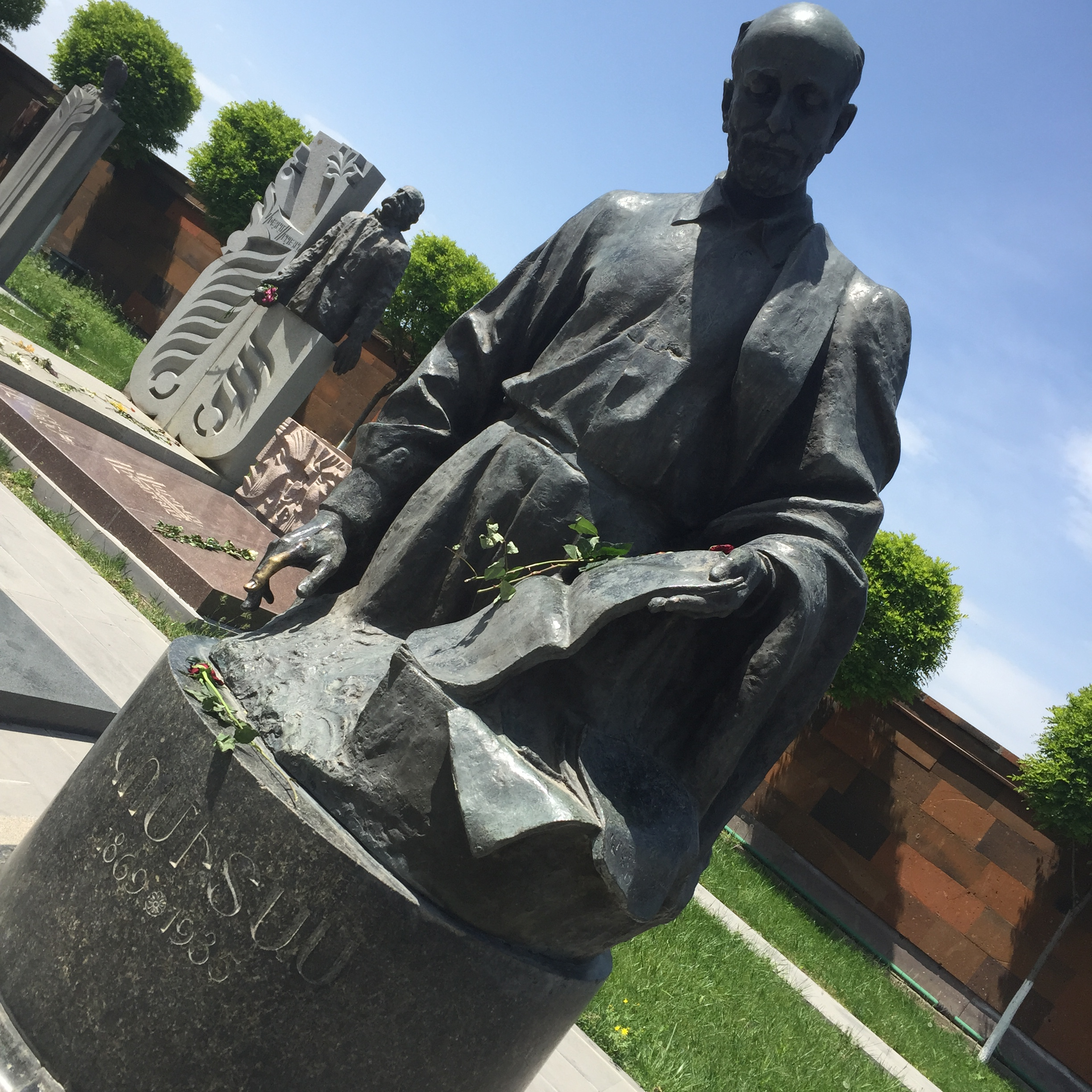
Komitas' Grab in Jerewan

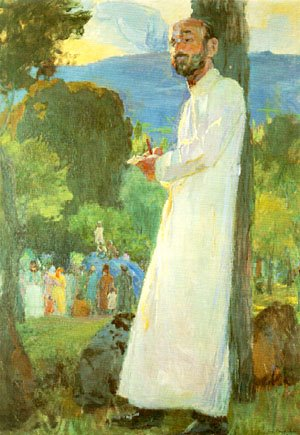
Jeghische Tadevosjan (1870–1936): Komitas, 1936, Öl auf Karton, 30 × 23 cm, Nationalgalerie Armeniens

Soghomon Gevorki Soghomonian (armenisch Սողոմոն Գևորքի Սողոմոնեան) bzw. Komitas Vardapet (Կոմիտաս Վարդապետ, in der west-armenischen Transliteration auch Gomidas Vartabed genannt; * 26.jul. / 8. Oktober 1869greg. in Kütahya, Osmanisches Reich, heute Türkei; † 22. Oktober 1935 in Paris, Frankreich) war ein armenischer Priester, Komponist, Sänger, Chormusiker, Musikpädagoge, Musikethnologe und Musikwissenschaftler. Er gilt heute allgemein als Begründer der modernen klassischen armenischen Musik. Der armenische Dichter Paroujr Sewak nannte ihn den „Mesrop Maschtoz unseres Gesanges“.

## Leben
Soghomon G. Soghomonian kam in einer musikalischen Familie zur Welt. Als er sechs Monate alt war, starb seine Mutter; als er elf Jahre alt war, starb auch sein Vater. Von da an kümmerte sich seine Großmutter um die Waise, bis ein Prälat der lokalen armenischen Diözese auf dem Weg nach Etschmiadsin, dem Sitz des Oberhaupts der Armenisch-Apostolischen Kirche, um zum Bischof ordiniert zu werden, ihn dorthin mitnahm, damit er dort eine Weiterbildung genießen konnte.
Der Katholikos Gevork IV. ordnete später an, dass eines der Waisenkinder am kirchlichen Seminar teilnehmen und am Ort studieren solle. Unter den 20 Kandidaten wurde Soghomon aufgrund seiner Intelligenz ausgewählt. Dort überzeugte er seine Vorgesetzten mit seiner musikalischen Begabung und seiner wohlklingenden Stimme. Schließlich absolvierte er 1893 sein Studium als Mönch. Somit galt er nach der kirchlichen Tradition als neugeboren und wurde auf den Namen Komitas neu getauft. Der Name Komitas bezieht sich auf einen berühmten gleichnamigen Katholikos des 7. Jahrhunderts, der Hymnendichter und Musiker war. Zwei Jahre später wurde er Priester und erhielt den Titel Vardapet (oder Vartabet), was im Armenischen eigentlich Doktor oder Gelehrter bedeutet, aber seit vielen Jahrhunderten der Priesterschaft vorbehalten ist. Inzwischen war Mkrtitsch Chrimjan, auch bekannt unter dem Namen „Hairik“ (Väterchen), Katholikos geworden. Er förderte Komitas und vermittelte ihm Stipendien für Studien in Tiflis (bei Makar Jekmaljan) und Berlin, wo er sich am privaten Konservatorium von Richard Schmidt einschrieb und zugleich an der Friedrich-Wilhelms-Universität Ästhetik und Musiktheorie studierte. 1899 erwarb er den Doktortitel der Musikwissenschaft und kehrte nach Etschmiadsin zurück.
Am „Roten Sonntag“, den 24. April 1915, dem eigentlichen Beginn des staatlich organisierten Völkermordes an den Armeniern im Osmanischen Reich, wurde er in Konstantinopel mit einigen Hundert weiterer armenischer Intellektueller verhaftet und nach Çankırı (östlich von Ankara) deportiert. Während fast alle anderen Deportierten dort ermordet wurden, ordnete Innenminister Talaat Pascha die Rückkehr von acht Häftlingen, darunter Komitas, an. Vermutlich hatten die Schriftstellerin Halide Edib Adıvar, der Dichter Mehmet Emin Yurdakul und der US-amerikanische Botschafter Henry Morgenthau für Komitas interveniert. Doch bei seiner Rückkehr fand er seine persönlichen Arbeitsunterlagen, darunter ein Teil seiner wertvollen Sammlung von Liedern, verwüstet vor. Was erhalten blieb, befand sich in chaotischem Zustand.
Komitas Vardapet konnte sich von den Geschehnissen, die er miterleben musste, nicht mehr gänzlich erholen. Freunde lieferten ihn im Jahr darauf wegen seines sich zunehmend verschlechternden psychischen Zustandes in ein türkisches Militärhospital ein. Von dort wurde er 1919 nach Paris gebracht, wo er zunächst in eine Privatklinik in Ville-Evrard eingewiesen wurde. Ab 1922 bis zu seinem Tod im Jahr 1935 lebte er völlig in sich zurückgezogen in der psychiatrischen Klinik von Villejuif. Ein Jahr später wurden seine sterblichen Überreste nach Jerewan gebracht und dort in dem nach ihm benannten Komitas Pantheon bestattet.

## Werke

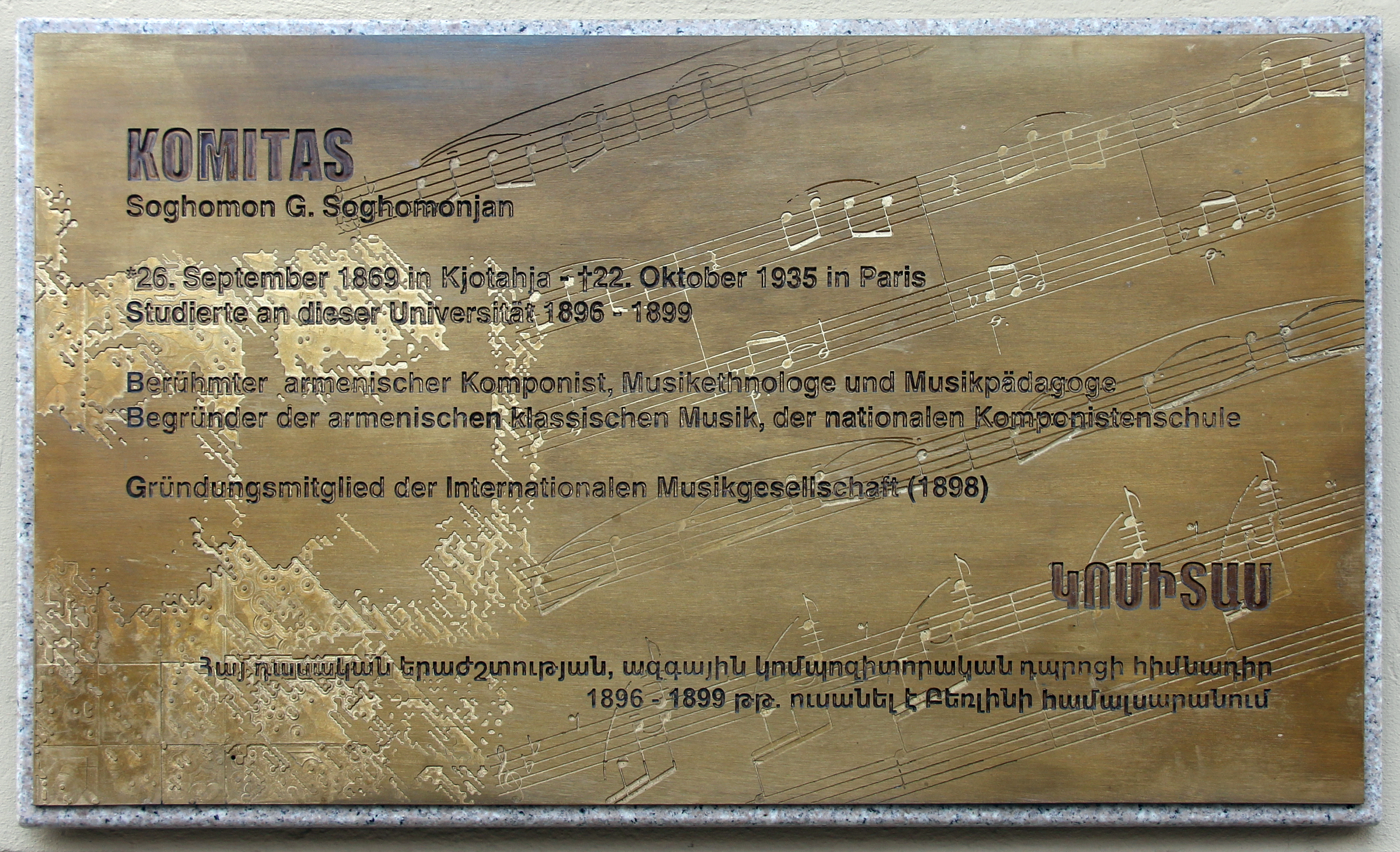
Gedenktafel am Haus Am Kupfergraben 5 in Berlin-Mitte (Studium)

Nach seiner Rückkehr aus Berlin übernahm Komitas 1899 in Etschmiadsin die Leitung eines Männerchors und nahm seine Lehrtätigkeit am Seminar auf. Parallel dazu reiste er quer durch das Land und sammelte eine Vielzahl von armenischen Volksliedern und -tänzen, wie sie in den Dörfern aufgeführt wurden. Er erfand ein eigenes Notationssystem, mit dem er diese dörflichen Weisen, die z. T. über Jahrhunderte mündlich tradiert worden waren, präzise festhielt. Komitas hat ungefähr 3000 dörfliche Gesänge (Arbeits-, Hochzeits-, Liebeslieder und Tänze, aber auch Lieder über die leidvolle Erfahrung der Vertreibung, die sein Volk immer wieder getroffen hat) gesammelt. Nur einen kleinen Teil davon hat er, zumeist als Kunstlied für Klavierbegleitung gesetzt, veröffentlicht. Der überwiegende Teil der Lieder ist für mehrstimmigen Chorgesang bearbeitet. Vielleicht am bekanntesten sind die Lieder Krunk (Der Kranich), Tsirani Tsar (Der Aprikosenbaum), Antuni (Ohne Obdach), Kele-kele (Schreite auf und ab), Schogher Dschan und Kakavi Jerg (Lied vom Rebhuhn). Auch eine Hymne über Armenien (Hajastan) hat Komitas geschrieben.
Neben den Werken der Profanmusik ist das zentrale Werk des Komponisten, die Liturgie (Պատարագ, Badarak oder, im Ostarmenischen, Patarak), heute immer noch Teil der gebräuchlichen Kirchenmusik. Er begann sich schon 1892 damit zu beschäftigen; mehrere Fassungen sind überliefert. Wegen des Ersten Weltkriegs, seiner Deportation und der Folgen konnte er die Messe nicht vollenden. Die armenische Liturgie ist nicht streng kanonisiert; die im Mittelalter entstandenen Formen wurden in einer besonderen Notenschrift festgehalten, deren Bedeutung später verloren ging. Bis heute ist diese Notation nicht endgültig entziffert. Komitas stützte sich also auf die Art und Weise, wie die Messe von den ältesten Priestern gesungen wurde. Ausgehend von dieser Basis entfernte er fremde (wie arabische und türkische) Einflüsse und bereicherte die musikalische Form mit den für die armenische Musik typischen Elementen und Materialien aus der Volksmusik, die er während seiner Reisen gesammelt hatte. Heute ist die von ihm favorisierte Version für dreistimmigen Männerchor die bekannteste Fassung des Badarak.
Durch seine Auftritte außerhalb der Kirche und sein Interesse für die Volksmusik geriet Komitas allerdings sein Leben lang immer wieder mit den kirchlichen Autoritäten in Konflikt. Deshalb verließ er 1910 endgültig die Kongregation von Etschmiadzin und ging nach Istanbul. Dort gründete Komitas den 300 Mitglieder zählenden Gusan-Chor, mit dem er große Bekanntheit erreichte und vielen Armeniern ihre Musik erstmals nahebrachte.
Komitas war der erste Musikwissenschaftler außereuropäischer Herkunft, der zu der „Internationalen Musikgesellschaft“ zugelassen wurde, zu deren Gründungsmitgliedern er zählt. Komitas unternahm häufig Reisen durch ganz Europa (vor allem Berlin und Paris besuchte er mehrfach) und das Osmanische Reich, das damals neben der heutigen Türkei auch große Teile des Nahen Ostens umfasste. Er erteilte Unterricht, hielt Vorlesungen und veranstaltete viel beachtete Konzerte mit der bis dahin weitgehend unbekannten Armenischen Musik. Von Seiten der kirchlichen Autoritäten wurde er dabei oftmals wegen der „Profanierung“ oder „Kommerzialisierung“ der armenischen Musik angegriffen. Die öffentliche Meinung unter den Armeniern aber war auf seiner Seite. Heute gilt er als Retter der armenischen Musik in letzter Stunde; ohne sein Werk wäre das kulturelle Erbe Westarmeniens dem Genozid zum Opfer gefallen.
In den 1950er Jahren wurden auch seine Manuskripte von Paris nach Jerewan transferiert. Die erste Auflage des Badarak wurde 1933 in Paris veröffentlicht, die erste Audioaufnahme auf einem digitalen Medium erschien 1988 in Jerewan. Inzwischen gibt es eine siebenbändige Werkausgabe, erschienen in Jerewan und betreut von Robert Atajan. Im Juli 2005 wurden in Jerewan durch die Sopranistin Hasmik Papian auch neun Lieder auf Texte deutscher Dichter uraufgeführt, die Komitas während seines Studienaufenthaltes in Berlin komponiert hatte.

## Ehrungen
Heute sind die Staatliche Musikhochschule in Jerewan sowie ein berühmtes Streichquartett aus Armenien nach ihm benannt.
In Québec wurde eine Büste zu seinen Ehren aufgestellt. 

## Rezeption

### Musiktheater
- 2015: Komitas von Marc Sinan, Libretto von Holger Kuhla.[3]

### Film
- 1988: Komitas; Regie: Don Askarian, Darsteller: Samvel Ovasapian[4][5][6]

### Hörfunk
- Deutschlandfunk, Das Feature, 3. April 2015, Daniel Guthmann: Der Komponist und der Völkermord[7]

## Diskographie
- The Voice of Komitas Vardapet (Aufnahmen aus dem Jahre 1912). Label: Traditional Crossroads, UPC: 780702427526.
- Armand Arapian (Bariton): Vincent Leterme (Klavier): Komitas: Armenian Songs And Dances. Label: Dinemec Classics.